# Jare Święto

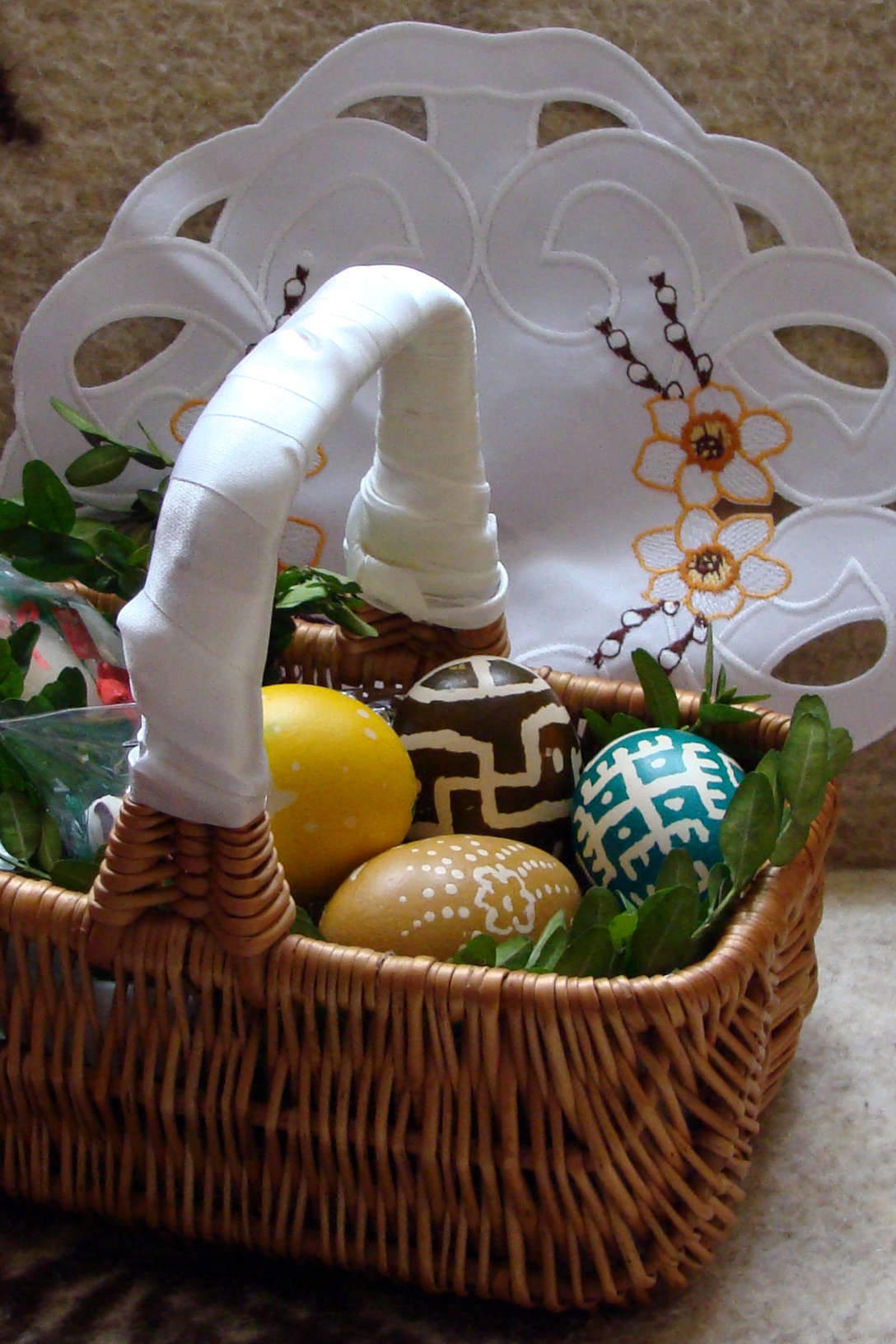
Pisanki – m.in. prasłowiański symbol życia, płodności i magicznej siły witalnej.

Jare Święto (Jare Gody) – w kulturze słowiańskiej kilkudniowy cykl obrzędowy związany z zakończeniem zimy i powitaniem wiosny .
Okres zwyczajów i obrzędów magicznych (znanych z przedchrześcijańskiej kultury ludowej Słowian) rozpoczynały przygotowania do symbolicznego przepędzenia zimy, które polegało na topieniu lub spaleniu słomianej kukły zwanej Marzanną. Odbywało się to zwykle w pierwszy dzień wiosny – przypadający w okolicy równonocy wiosennej, wypadającej (nie uwzględniając roku przestępnego) 21 marca. Czyniono to przy trzaskaniu z batów, terkocie i klekocie grzechotek, śpiewie i przygrywaniu na wszelkiego rodzaju instrumentach  .
Dalsza część przygotowań i zabiegów magicznych dotyczyła powitania wiosny i trwać mogła nawet do pierwszej porównonocnej pełni Księżyca. Chcąc przyspieszyć oczekiwane przyjście wiosny i słonecznych dni  rozpalano na wzgórzach ogniska. Młodzi wyruszali na łąki i do lasu w poszukiwaniu wierzbowych i leszczynowych witek, z których następnie „budowali” wiechy. W celu „przepędzeniu starego, zasiedziałego zła” wietrzono i sprzątano domostwa oraz obejście, prano i szykowano świeże odzienie. Całe gospodarstwo obchodzono i okadzano ziołami każdy jego zakątek. Pieczono również placki (szczególnie wiosenne kołacze). Najważniejszym prasłowiańskim zwyczajem było jednak malowanie jajek – mających wnieść do domostw energię i radość życia oraz zapewnić urodzaj i powodzenie na cały rozpoczynający się wiosną nowy rok wegetacyjny  .
Kulminacją tych przygotowań były zazwyczaj urządzane na świętych wzgórzach uroczyste uczty, podczas których organizowano igrzyska połączone ze śpiewem i tańcem oraz obdarowywano się kraszankami. Nazajutrz dzień rozpoczynano od obmywania się w świętej wodzie. Obchodzono również Śmigus – rytuał polegający początkowo na uderzaniu się nawzajem rozkwitłymi witkami. W późniejszym okresie oba te zabiegi magiczne – mające oczyścić oraz przynieść siłę i zdrowie – połączono w znany nam współcześnie zwyczaj Śmigusa Dyngusa. Wieczorem udawano się natomiast na mogiły przodków, gdzie pozostawiano dla nich jadło i wspominano zmarłych  .
Współcześnie dla rodzimowierców słowiańskich święto obchodzone w równonoc wiosenną, poświęcone szczególnie Matce Ziemi oraz związane z postacią bóstwa Jaryły. Święto ku czci odradzającego się życia (nawiązuje do świątecznego cyklu pożegnaniem zimy i powitaniem wiosny, sięgającego czasów pogańskich – p. analogicznie Maslenica).